# 新城市立千郷小学校
新城市立千郷小学校（しんしろしりつ ちさとしょうがっこう）は、愛知県新城市にある市立小学校

## 概要
- 校区は片山の一部、徳定、豊栄、石田の一部、杉山、野田、市場台、稲木、豊島、川田、城北2丁目、城北3丁目の一部であり、公立中学校に進む場合は新城市立千郷中学校に進学する[1]。
- 旧・南設楽郡千郷村の小学校であったらしい

## 沿革
- 1873年（明治6年）
  - 5月 - 野田村に第9中学区第2番小学野田学校が開校。宝林寺[注釈 1]を仮校舎とする。野田村、大野田村、中市場村、定池村、中村、根古屋村、川田村、稲木村の児童が通学する。
  - 12月 - 山村に第9中学区第3番小学山村学校が開校。少林寺[注釈 2]を仮校舎とする。山村、臼子村、今出平村、東杉山村、西杉山村の児童が通学する。
- 1874年（明治7年）4月 - 野田学校から定池村、中村、根古屋村、川田村、稲木村が離脱し、南陽学校を開校する。
- 1876年（明治9年）
  - 9月 - 山村学校から東杉山村、西杉山村が離脱し、杉山学校を開校する。
  - 12月 - 南陽学校が豊嶋学校に改称する。
- 1878年（明治11年） - 
  - 野田村、大野田村、中市場村が合併し、野田村となる。
  - 定池村、中村、根古屋村が合併し、豊島村となる。
  - 山村、臼子村、今出平村が合併し、山村となる。
  - 東杉山村と西杉山村が合併し、杉山村となる。
- 1879年（明治12年）8月 - 野田学校が校舎を新築し、移転する。
- 1881年（明治14年）3月 -
  - 山村学校が豊栄学校に改称する。
  - 杉山学校が杉定学校に改称する。
- 1886年（明治19年）12月 -
  - 野田学校が野石学校に改称する。
  - 稲木村が野石学校から分離し、稲木学校を開校する。
- 1887年（明治20年）4月 -
  - 豊栄学校と杉定学校を統合し、尋常小学杉山学校となる。
  - 野石学校、豊嶋学校、稲木学校を統合し、尋常小学野石学校となる。
- 1889年（明治22年）10月1日 -
  - 野田村、豊島村、稲木村、川田村、及び石田村の大部分、新城村の一部が合併し、千秋村が発足する。
  - 山村、杉山村、片山村、徳定村、諏訪村が合併し、西郷村が発足する。
- 1890年（明治23年）4月 -
  - 尋常小学野石学校が校舎を新築し、移転する。
  - 尋常小学杉山学校が尋常小学西郷学校に改称する。
- 1892年（明治25年）4月 -
  - 尋常小学野石学校に高等科を設置する。同時に千秋尋常高等小学校に改称する。
  - 尋常小学西郷学校に高等科を設置する。同時に泰倫尋常高等小学校に改称する。
- 1897年（明治30年）1月 - 泰倫尋常高等小学校の高等科を廃止する。同時に西郷尋常小学校に改称する。
- 1907年（明治39年）-
  - 千秋村、西郷村が合併し、千郷村が発足する。
  - 千秋尋常高等小学校と西郷尋常小学校を統合し、千郷尋常高等小学校となる。
- 1910年（明治43年）9月 - 豊嶋分教場を設置する。
- 1941年（昭和16年）4月1日 - 千郷国民学校に改称する。
- 1947年（昭和22年）4月1日 - 千郷村立千郷小学校に改称する。
- 1953年（昭和28年） - 校舎を新築する。
- 1955年（昭和30年）4月15日 - 南設楽郡新城町、千郷村、東郷村と八名郡舟着村、八名村と合併し、南設楽郡新城町となる。同時に新城町立千郷小学校に改称する。
- 1958年（昭和33年）11月1日 - 新城町が市制施行し、新城市となる。同時に新城市立千郷小学校に改称する。
- 1964年（昭和39年）3月 - 豊島分校を廃止する。
- 1972年（昭和47年）1月 - 新校舎（鉄筋コンクリート造）が完成する。
- 1979年（昭和54年）2月 - 校舎を増築する。
- 1990年（平成2年）8月 - 校舎を増築する。
- 2006年（平成18年）3月 - 体育館が完成する。

## 交通アクセス
- JR東海飯田線野田城駅下車、徒歩約20分。
- JR東海飯田線新城駅下車、徒歩約20分。
- 豊鉄バス新豊線「千郷小学校前」バス停より徒歩約5分。
- 新城市Sバス作手線「千郷小学校前」バス停より徒歩約5分。

## 周辺施設
- 新城市立千郷中学校　※隣接
- 新城市立新城小学校
- 千郷東こども園
- 千郷中こども園
- 新城市民病院
- 千郷郵便局
- 横浜ゴム新城工場